# SONG FOR TALES OF THE ABYSS
『SONG FOR TALES OF THE ABYSS』（ソング・フォー・テイルズ・オブ・ジ・アビス）は、2006年3月22日に発売されたMOTOO FUJIWARAによるゲーム『テイルズ オブ ジ アビス』のサウンドトラック集。発売元は、トイズファクトリー。

## 解説
BUMP OF CHICKENのボーカル藤原基央が、MOTOO FUJIWARA名義で制作したナムコから発売されているゲーム『テイルズ オブ ジ アビス』の主題歌、BGMを収録したサウンドトラック集で、初の（そして現在唯一の）藤原ソロ名義の作品となる。
元々はゲーム挿入曲の『カルマ』のアレンジを藤原が引き受けたことに端を発したもので、CD化の予定も無ければソロとして発表する計画も無かった。当初は主題歌のみの依頼であったが「作品全体で主題歌を表現したい」という藤原の希望により、作中の重要場面のBGM作曲が依頼され、このアルバムの楽曲が制作された。ゲームで実際に使われた音源と、それらをオーケストラで生演奏した音源の二種類から構成されている。ゲーム音源だけなら、サウンドトラック（下記参照）でも聴くことが可能。中核に、BUMP OF CHICKEN名義で発表した楽曲『カルマ』があり、各楽曲のタイトルも『カルマ』の歌詞から引用されている。楽曲は藤原の作品だが、実際にCDとして発表するまでの段階（曲のタイトル、ライナーやジャケットのアイデア等）、藤原は企画にほとんど提案をしていない。トラックNo.1『譜歌〜quartet〜』、No.13『譜歌〜solo〜』は、ストリングスの開放弦の響きを生かすため、No.9「譜歌〜song by Tear〜」よりも1音上げて演奏している
藤原基央によるセルフライナー&升秀夫によるライナー、『譜歌』藤原直筆スコア入り。初回限定生産盤はハードカバータイプ特殊パッケージ仕様。通常盤はデジパック仕様。封入されている応募券を葉書に貼って送ると抽選で300名に「特製ニコル・ミラー」がプレゼントされた。
今後「MOTOO FUJIWARA」名義で活動することは「まず無い」と明言したが、2008年には『テイルズ オブ ジ アビス』のテレビアニメ化に伴い、榎本くるみのED曲『冒険彗星』にて再び「MOTOO FUJIWARA」名義でサウンドプロデュースとして参加。それ以後の同名義での活動はない。
通常のBUMP OF CHICKENの作品と違って、隠しトラックは収録されていない。
本作とは別に『テイルズ オブ ジ アビス オリジナル・サウンドトラック』がキングレコードから同時発売された。本作の楽曲も一部収録しているが同じ曲名でありながらも異なる部分が存在している。

## 収録曲
1. 譜歌 〜quartet〜 
譜歌 〜song by Tear〜のメロディだけ抽出し弦楽四重奏でレコーディングしなおした本作の大きな柱となる楽曲。
2. meaning of birth
ゲームではエルドラントでのアッシュ戦で流れる。
『カルマ』のオーケストラバージョン。このアルバムの中で（『カルマ』除く）、最も早くラジオ（『SCHOOL OF LOCK!』）で解禁された曲。
3. promise
ゲームではアッシュ死亡時のムービーシーンで流れる。
『カルマ』のアレンジ。
4. time to raise the cross
ゲーム版では最終戦1回目の戦闘曲。
キングレコードから発売された『テイルズ オブ ジ アビス オリジナル・サウンドトラック』に収録された同曲とは異なり曲の始まりの部分にゲームタイトル画面で流れる「abyss」から本曲に繋がるようになっている。
5. in between 1 and 0
ゲーム版主人公の断髪シーンで流れる。
『カルマ』の別バージョンアレンジ。このアルバムで最も短い曲である。
6. a place in the sun
ゲーム版では最終戦2回目の戦闘曲。
最も変調の多い曲。
7. mirrors
『カルマ』の鉄琴バージョン。『テイルズ オブ ジ アビス』作中では、サビ無しのバージョンも使用される。バックには心臓音が流れている。
8. finish the promise
ゲーム版では最終戦3回目の戦闘曲。
『abyss』『譜歌』のメロディが随所に散りばめられている。
キングレコードから発売された『テイルズ オブ ジ アビス オリジナル・サウンドトラック』に収録された同曲とは曲の終わりの部分が異なる。
9. 譜歌 〜song by Tear〜
ゲーム版では特定の条件を満たした際に発生する最終戦4回目のイベント戦闘(大譜歌エンド)でのみ流れる。
『テイルズ オブ ジ アビス』ヒロイン・ティア役の声優・ゆかなが歌っている曲。「日本語では合わない」ということで本作オリジナル言語である『フォニック文字』が制作された。
キングレコードから発売された『テイルズ オブ ジ アビス オリジナル・サウンドトラック』に収録された同曲はエンディング～エピローグに流れる曲であり同じ曲名であるもののこちらの曲とは流れる場面など含めて異なるため注意が必要である。
カラオケJOYSOUNDでも配信されている。
10. promise 〜live〜
この曲の終了後、ノンストップで「カルマ」が流れ出す。テレビCMではこの曲→『カルマ』の一部分を使用。
11. カルマ
BUMP OF CHICKENとして発表。その名義でシングルが発売している。
12. abyss
『テイルズ オブ ジ アビス』のタイトル画面で流れる曲。『time to raise the cross』と同じ旋律で始まる。藤原が『テイルズ オブ ジ アビス』というタイトルを聞いた第一印象で作られた。
13. 譜歌 〜solo〜
「abyss」と「譜歌」を混ぜた曲。

## 演奏
- 藤原基央
  - Programming (#2-9.12)
  - Vocal & Guitar (#11)
- 増川弘明：Guitar (#11)
- 直井由文：Bass (#11)
- 升秀夫：Drums (#11)
- 村山達哉：Strings Arrangement (#1.10)
- 桐山なぎさ：Violin (#1.13)
- 城戸喜代：Violin (#1)
- 渡部安見子：Viola (#1)
- 堀沢真己：Cello (#1)
- 大和田保紀：Manipulator (#2-9.12)
- Tear：Vocal (#9)
- 村山・桐山ストリングス：Strings (#10)
- 朝川朋之：Harp (#10)